# Walor filatelistyczny

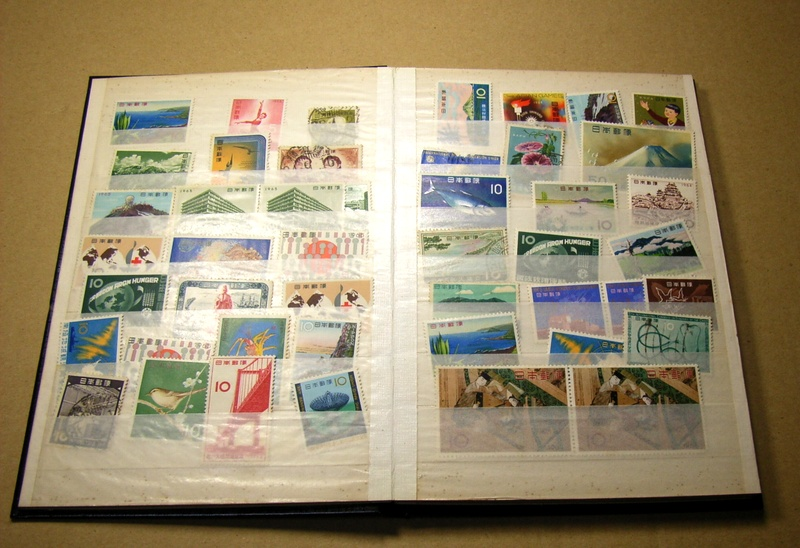
Kolekcja w klaserze

Walor filatelistyczny – przedmiot kolekcjonerski wchodzący w zakres zainteresowania filatelistyki.
Do walorów filatelistycznych zalicza się: znaczki pocztowe, znaczki współpocztowe, znaki niepocztowe pocztowo użyte, całości oraz wydawnictwa okolicznościowe (z datownikami okolicznościowymi, np. koperty FDC lub karnety).
Informacje na temat walorów są zawarte w wydawanych regularnie katalogach.
Polscy kolekcjonerzy walorów filatelistycznych są zrzeszeni w Polskim Związku Filatelistów (PZF).